# Lashio
Lashio är en stad i Myanmar. Den ligger i delstaten Shan, i den centrala delen av landet, 400 km norr om huvudstaden Naypyidaw. Lashio ligger 845 meter över havet och folkmängden uppgår till cirka 175 000 invånare.

## Geografi
Terrängen runt Lashio är kuperad söderut, men norrut är den platt. Terrängen runt Lashio sluttar norrut. Runt Lashio är det ganska tätbefolkat, med 56 invånare per kvadratkilometer. I omgivningarna runt Lashio växer huvudsakligen savannskog.